# Менора
Менора (хебр. מנורה — свећњак) седмокраки је свећњак који је био један од главних објеката у шатору током лутања Јевреја по пустињи, и касније, у Храму у Јерусалиму; Данас је менора грб модерне државе Израел.
Ханукија је осмокраки свећњак (с додатним постољем за шамаш или „помоћно светло") који се још увек користи као главни елемент при слављењу осмодневног празника Хануке. Да би се разликовао од меноре овакав тип свећњака се зове ханукија.
Менора из Шатора састанка описана је на два места у Библији (Излазак 25, 31—40; 37, 17—24). Наговештено је (Излазак 25, 40) да је Бог Мојсију показао прототип меноре на Синају, када му је предао Тору. Из сталка се извијало највише шест грана, по три са сваке, чинећи седам грана укупно. Биле су сковане од једног комада злата. Оригинална менора и ове Соломонове су биле уништене 586. пре нове ере. Избеглице које су се вратиле из вавилонског ропства поново су сазидале храм 516. п. н. е. и поставили једну једину менору. Антиох IV Епифан, краљ из приче о Хануки, уклонио је менору 169. пре нове ере, а Јуда Макавеј ју је поново вратио пошто је очистио храм. Римљани су под Титом 70 године разориле храм, а менору су носили у тријумфалној поворци кроз Рим. Рељеф меноре се налази на тријумфалној капији у Риму.
Ханукија за Хануку обично као узор узима менору из Храма, мада је такође попримила и читав низ других облика. Према традицији, прве ноћи празника на њој се пали једно светло и током сваке од следећих седам ноћи додаје се још по једно.
У јерусалимскоме Соломоновом храму, стајала је златна седмокрака менора, напуњена маслиновим уљем. Симболизује Божју мудрост, док је Тору симболизовало светло. За време слављења Хануке, користи се осмокрака менора. Менора и Давидова звезда су главни симболи јудаизма.